# Patellapis microzonia
Patellapis microzonia là một loài Hymenoptera trong họ Halictidae. Loài này được Cockerell mô tả khoa học vào năm 1937.